# Giải Lựa chọn của Nhà phê bình điện ảnh cho phim hoạt hình hay nhất
Giải BFCA cho phim hoạt hình hay nhất là một trong các giải của BFCA dành cho phim hoạt hình được bầu chọn là hay nhất. Giải này được lập từ năm 1998.

## Các phim đoạt giải & được đề cử

### Thập niên 1990
- 1998: A Bug's Life
- 1999: Toy Story 2

### Thập niên 2000
2000: Chicken Run
2001: Shrek 
- Monsters, Inc.
- Waking Life

2002: Spirited Away (Sen to Chihiro no Kamikakushi) 
- Ice Age
- Lilo & Stitch

2003: Finding Nemo 
- Brother Bear
- The Triplets of Belleville (Les triplettes de Belleville)

2004: The Incredibles
- Shrek 2
- The Polar Express

2005: Wallace & Gromit: The Curse of the Were-Rabbit
- Chicken Little
- Corpse Bride
- Howl's Moving Castle (Hauru no ugoku shiro)
- Madagascar

2006: Cars 
- Flushed Away
- Happy Feet
- Monster House
- Over the Hedge

2007: Ratatouille 
- Bee Movie
- Beowulf
- Persepolis
- The Simpsons Movie

2008: WALL-E
- Bolt
- Kung Fu Pvàa
- Madagascar: Escape 2 Africa
- Waltz with Bashir

### Thập niên 2010
| Năm  | Phim                                               | Đạo diễn                                    |
| ---- | -------------------------------------------------- | ------------------------------------------- |
| 2010 | Câu chuyện đồ chơi 3                               | Lee Unkrich                                 |
| 2010 | Despicable Me                                      | Pierre Coffin và Chris Renaud               |
| 2010 | Bí kíp luyện rồng                                  | Chris Svàers và Dean DeBlois                |
| 2010 | The Illusionist                                    | Sylvain Chomet                              |
| 2010 | Công chúa tóc mây                                  | Nathan Greno và Byron Howard                |
| 2011 | Rango                                              | Gore Verbinski                              |
| 2011 | Những cuộc phiêu lưu của Tintin: Bí mật tàu Kỳ Lân | Steven Spielberg                            |
| 2011 | Arthur Christmas                                   | Sarah Smith                                 |
| 2011 | Kung Fu Pvàa 2                                     | Jennifer Yuh Nelson                         |
| 2011 | Puss in Boots                                      | Chris Miller                                |
| 2012 | Ráp-phờ đập phá                                    | Rich Moore                                  |
| 2012 | Công chúa tóc xù                                   | Mark Andrews và Brenda Chapman              |
| 2012 | Frankenweenie                                      | Tim Burton                                  |
| 2012 | Madagascar 3: Europe's Most Wanted                 | Eric Darnell, Tom McGrath, và Conrad Vernon |
| 2012 | ParaNorman                                         | Chris Butler và Sam Fell                    |
| 2012 | Sự trỗi dậy của các Vệ thần                        | Peter Ramsey                                |
| 2013 | Nữ hoàng băng giá                                  | Chris Buck và Jennifer Lee                  |
| 2013 | The Croods                                         | Kirk DeMicco và Chris Svàers                |
| 2013 | Kẻ trộm mặt trăng 2                                | Pierre Coffin và Chris Renaud               |
| 2013 | Lò đào tạo quái vật                                | Dan Scanlon                                 |
| 2013 | Kaze Tachinu                                       | Hayao Miyazaki                              |
| 2014 | The Lego Movie                                     | Phil Lord và Chris Miller                   |
| 2014 | Biệt đội Big Hero 6                                | Don Hall và Chris Williams                  |
| 2014 | The Book of Life                                   | Jorge Gutierrez                             |
| 2014 | The Boxtrolls                                      | Graham Annable và Anthony Stacchi           |
| 2014 | Bí kíp luyện rồng 2                                | Dean DeBlois                                |